# Фудбалски савез Бермуда
Фудбалски савез Бермуда (енгл. Bermuda Football Association (BFA)) је бермудска испостава ФИФАе. БФА је основана 1928. године, а признала ју је ФИФА 1962. године. Седиште им је у Хамилтону. Председник је Лeри Мусенден. Између осталог, БФА организује премијер лигу Сингулар вајерлес, професионалну дивизију на Бермудима.
БФА је такође одговорна за фудбалску репрезентацију Бермуда и женску фудбалску репрезентацију Бермуда.

## Достигнућа
- Светско првенство у фудбалу

Учешћа: Нема
- Конкакафов златни куп

Учешћа: Нема